# Protopolybia rugulosa
Protopolybia rugulosa är en getingart som beskrevs av Adolpho Ducke 1907. Protopolybia rugulosa ingår i släktet Protopolybia och familjen getingar. Inga underarter finns listade i Catalogue of Life.